# Limite di Laplace
In matematica, il limite di Laplace è il valore massimo dell'eccentricità per il quale è convergente una soluzione all'equazione di Keplero espressa sotto forma di serie. Il suo valore approssimato è
0,66274 34193 49181 58097 47420 97109 25290.
L'equazione di Keplero
{\displaystyle M=E-e\sin E}
è usata in astronomia e correla l'anomalia media {\displaystyle M} con l'anomalia eccentrica {\displaystyle E} di un corpo che si muove attraverso una traiettoria ellittica con eccentricità {\displaystyle e}. Questa equazione non ha soluzioni per {\displaystyle E} in termini di funzioni elementari, ma può essere espressa come una serie di potenze:
{\displaystyle E=M+\sin(M)\,\varepsilon +{\tfrac {1}{2}}\sin(2M)\,\varepsilon ^{2}+\left({\tfrac {3}{8}}\sin(3M)-{\tfrac {1}{8}}\sin(M)\right)\,\varepsilon ^{3}+\cdots }
Laplace comprese che questa serie converge per piccoli valori dell'eccentricità ma diverge per ogni valore di {\displaystyle M} diverso da un multiplo di {\displaystyle \pi } se l'eccentricità è maggiore di un dato valore che non dipende da {\displaystyle M}: questo valore è appunto il limite di Laplace ed è il raggio di convergenza della serie.
Il valore si ottiene come soluzione dell'equazione:
{\displaystyle {\frac {x\exp({\sqrt {1+x^{2}}})}{1+{\sqrt {1+x^{2}}}}}=1.}